# Luke Joseph Hooke
Luke Joseph Hooke (* 1716 in Corballis, Donabate (County Dublin); † 16. April 1796 Saint-Cloud bei Paris) war ein irischer Theologe und Bibliothekar in der Bibliothèque Mazarine. Er hatte in den späten 1720er Jahren seinen Lebensmittelpunkt in das Paris des Ancien Régime verlegt.

## Leben und Wirken
Er war eines von drei Kindern des englischen Historikers Nathaniel Hooke († 1763) und dessen Ehefrau Mary Gore. Seine Geschwister waren Thomas Hooke einem Vicar of Leek. Yorkshire († 1791) und eine Schwester Jane Mary Hooke († 1793). Sein Großvater war der Richter John Hooke (1655–1712). Luke Joseph Hooke ging mit seinem Vater, Nathaniel Hooke, nach Paris um Priester zu werden. Sie waren Teil der jakobitischen Diaspora, die im späten 17. und beginnenden 18. Jahrhundert nach Frankreich flohen. Er lebte in Paris bei seinem Onkel Nathaniel Hooke (1664–1738) einem Jakobiten und französischen Diplomaten sowie dessen Ehefrau Lady Eleanor McCarthy Reagh (1683–1731) in der rue St Jacques du Haut-Pas. Aufgrund der bestehenden Gesetze war es in Irland nicht mehr möglich eine katholische Schulerziehung zu absolvieren und so wurde er als Schüler in die Gemeinde St-Nicolas-du-Chardonnet in Paris geschickt. Dort blieb er bis zu seinem Lizenziat. Mit seinem Baccalauréat universitaire  trat er dann zum Studium in die Sorbonne ein und promovierte im Jahr 1736.
Im Jahre 1742 wurde er auf einen Lehrstuhl für Theologie berufen. Dessen Aufgaben er bald, Berichten zufolge, mit großem Erfolg und Ansehen in den Augen der Studierenden ausfüllte. Hooke war bestrebt die newtonschen Überlegungen mit den katholischen Glaubensinhalten in Einklang zu bringen.
Wegen der anfänglichen Zustimmung zu den Promotionsthesen von Jean-Martin de Prades verlor er zunächst seinen Lehrstuhl. De Prades hatte in seiner umfangreichen Dissertation eine Reihe von Thesen aufgestellt, die zu einer scharfen Auseinandersetzung mit Vertretern der theologischen Fakultät der Pariser Universität führten. Unter anderem hatte de Prades Zweifel an der zeitlichen Abfolge der Ereignisse im Pentateuch geäußert und die Heilwunder Jesu mit denen des griechischen Gottes der Heilkunst Asklepios verglichen. Ohne seine Vorbilder zu nennen, bediente sich de Prades über weite Strecken der von d’Alembert verfassten Vorrede zur Encyclopédie ou Dictionnaire raisonné des sciences, des arts et des métiers, des Discours préliminaire, sowie der Pensées philosophiques von Denis Diderot. Mit Diderot stand de Prades auch in persönlichem Kontakt und hatte sich mehrmals mit ihm zu Gesprächen getroffen. Für den Zweiten, im Januar 1752 veröffentlichten Band der Encyclopédie schrieb de Prades einen rund fünfzehnseitigen Artikel unter dem Begriff Gewissheit, Certitude.
Der Artikel de Prades’ wurde durch eine Einleitung und ein lobendes Schlusswort von Denis Diderot eingerahmt. Vor dem Hintergrund der Auseinandersetzung um seine Dissertation äußerten sich die Theologen nun empört und beschuldigten de Prades der Häresie. Gegen de Prades erging ein Haftbefehl, er floh nach Holland und schließlich nach Berlin. Die beiden schon publizierten ersten Bände der Encyclopédie wurden am 7. Februar 1752 verboten, ebenso die noch ausstehenden Bände. Chrétien-Guillaume de Lamoignon de Malesherbes, Oberzensor der Censure royale, griff schützend ein. Dies führte dann letztlich zu den Versuch das Erscheinen der beiden ersten Bände der Encyclopédie zu unterbinden.
Denn am 15. Dezember stellte die mit dem Fall befasste Kommission der Pariser theologischen Fakultät fest, dass die in der Dissertation geäußerten Thesen und somit das Rigorosum zu verwerfen seien und die Schrift selbst unter die Zensurbestimmungen falle. Hooke hatte durch seine Unterschrift bei der Prüfung der Promotionsschrift von de Prades seine Zustimmung Ausdruck gegeben, d. h. die Doktoraldissertation zunächst regelkonform abgeschlossen.
Hooke gestand ein, dass er die Thesen der Promotion nicht gelesen hatte und zog daraufhin nicht nur seine Unterschrift zurück, sondern forderte sogar die Verurteilung der Abhandlung. Kardinal Pierre Guérin de Tencin suspendierte am 3. Mai 1752 auf Grund des bestehenden lettre de cachet Hooke von seinem theologischen Lehrstuhl und zwang ihn damit, die Sorbonne zu verlassen.
Im Jahre 1754 wurde de Prades vom Papst Benedikt XIV. begnadigt, worauf auch Hooke sich an den zuständigen Kardinal und päpstlichen Sekretär wandte, um ebenfalls rehabilitiert zu werden. Er konnte aber lediglich den Rückruf des lettre de cachet erwirken. Der regierende König Ludwig XV. gewährte ihm jedoch eine Rente. Im Jahr 1762 konnte er aber seine Lehrtätigkeit wieder aufnehmen.
Er hatte aber fast keine Studenten die seine Vorlesungen besuchten. Seine Lehrtätigkeit wurde zugunsten eines durch den Pariser Erzbischof Christophe de Beaumont eingesetzten Professors boykottiert. Im gleichen Jahr wurde Hooke zum Vorsitzenden eines Ausschusses seiner theologischen Fakultät eingesetzt, die den Auftrag hatte, Rousseaus Émile zu beurteilen.
Schließlich gab Hooke seine theologische Professur ab und übernahm den Lehrstuhl für Hebräisch. Einige Jahre später wurde er Kurator an der Bibliothèque Mazarine. Er behielt diese Position bis zum Jahr 1791. Später siedelte er nach Saint-Cloud um, wo er starb.

## Werke (Auswahl)
- Religionis naturalis et revelatæ principia. Paris (1752)
- Lettre à Mgr. l’Archevêque de Paris. Paris (1763)
- Discours et réflexions critiques sur l’histoire et le gouvernement de l’ancienne Rome. Paris (1770–1784)
- Mémoires du Maréchal de Berwick. Paris (1778)
- Principes sur la nature et l’essence du pouvoir de l’église. Paris (1791)